# Kama (fils de Hori Ier, grand prêtre de Ptah)
Pour les articles homonymes, voir Kama.
Kama est une personnalité de l'Égypte antique de la XIXe dynastie, fils de Hori Ier (grand prêtre de Ptah) et petit-fils de Khâemouaset. Il est prophète de Baal.

## Généalogie
Kama descend en ligne agnatique de Ramsès II. Il est le fils d'Hori Ier, un grand prêtre de Ptah et de la deuxième épouse de ce dernier, Teka, chanteuse de la Dame du Sycomore.
Kama a au moins trois sœurs utérines : Taimet, Mérytptah et Tabes, et deux demi-frères, issus de la première union d'Hori Ier : Hori II et Ourkherephemout, prêtre-ouâb de Ptah et prêtre ritualiste.
Kama est le père d'Hori Ier, vice-roi de Koush sous Siptah (lui-même petit-fils de Mérenptah), le 13e fils de Ramsès II, qui règne de 1194 à 1188 av. J.-C..
Il est connu grâce un monument dédicacé en l'honneur de son père, Hori Ier, par son frère Hori II. 